# Meteoriella soluta
Meteoriella soluta är en bladmossart som beskrevs av S. Okamura 1915. Meteoriella soluta ingår i släktet Meteoriella och familjen Pterobryaceae. Inga underarter finns listade i Catalogue of Life.